# Elecciones estatales de Rondonia de 2022
Las elecciones estatales en Rondônia en 2022 se realizaron el 2 de octubre (primera vuelta) y el 30 de octubre (segunda vuelta, si es necesario). Los electores con derecho a voto eligieron un gobernador, un vicegobernador, un senador, 8 diputados federales y 24 estatales. El actual gobernador es Marcos Rocha, de Unión Brasil (UNIÃO), gobernador electo en 2018. Según la Constitución Federal, el gobernador será elegido por un período de cuatro años a partir del 1 de enero de 2023, y con la aprobación de la Enmienda Constitucional No. 111, finalizará el 6 de enero de 2027. Para la elección al Senado Federal, está en disputa la vacante ocupada por Acir Gurgacz, del Partido Democrático Laborista (PDT), elegido en 2014.

## Calendario electoral
| Calendario electoral             | Calendario electoral |
| -------------------------------- | --- |
| 15 de mayo                       | Inicio del financiamiento de precandidatos                                                                                         |
| 20 de julio al 5 de agosto       | Convenciones partidarias para elegir candidatos y coaliciones                                                                      |
| 16 de agosto al 30 de septiembre | Periodo de exhibición de propaganda electoral gratuita en radio, televisión e internet relacionada con la primera vuelta.          |
| 2 de Octubre                     | Primera vuelta de las elecciones                                                                                                   |
| 7 al 28 de octubre               | Periodo de exhibición de propaganda electoral gratuita en radio, televisión e internet relacionada con una posible segunda vuelta. |
| 30 de octubre                    | Segunda vuelta electoral |
| hasta el 19 de diciembre         | Entrega de credenciales a los elegidos por la Justicia Electoral                                                                   |

## Candidatos a Gobernador de Rondônia
| Candidatos                                                                            | Candidatos                                                                            | Candidatos                                                                            | Candidatos                                                                            | Candidatos                                                                            | Candidatos                                                                            | N.º                                                                                   | Coalición / Federación                                                                    | Tiempo en franja |
| Gobernador                                                                            | Partido                                                                               | Partido                                                                               | Vicegobernador/a                                                                      | Partido                                                                               | Partido                                                                               | N.º                                                                                   | Coalición / Federación                                                                    | Tiempo en franja |
| ------------------------------------------------------------------------------------- | ------------------------------------------------------------------------------------- | ------------------------------------------------------------------------------------- | ------------------------------------------------------------------------------------- | ------------------------------------------------------------------------------------- | ------------------------------------------------------------------------------------- | ------------------------------------------------------------------------------------- | ----------------------------------------------------------------------------------------- | ---------------- |
| Marcos Rogério                                                                        |                                                                                       | PL                                                                                    | Flavia Lenzi                                                                          |                                                                                       | PL                                                                                    | 22                                                                                    | Por el Bien de Rondônia. Por el Bien de Brasil PL, DC, PTB                                | 1:18             |
| Pimiento Rondônia                                                                     |                                                                                       | PSOL                                                                                  | Michele Tolentino                                                                     |                                                                                       | PSOL                                                                                  | 50                                                                                    | Federación PSOL REDE                                                                      | 0:28             |
| Daniel Pereira                                                                        |                                                                                       | SD                                                                                    | Anselmo de Jesús                                                                      |                                                                                       | PT                                                                                    | 77                                                                                    | Frente Democrático SD, FE Brasil (PT, PV, PCdoB), PSB, PDT                                | 3:51             |
| Marcos Rocha                                                                          |                                                                                       | UNIÃO                                                                                 | Sergio Gonçalves                                                                      |                                                                                       | UNIÃO                                                                                 | 44                                                                                    | Compromiso, Trabajo y Fe UNIÃO, REP, Avante, MDB, PATRI, PSC, Federación (PSDB-Cidadania) | 5:14             |
| León Moraes                                                                           |                                                                                       | PODE                                                                                  | Coronel Rildo                                                                         |                                                                                       | PSD                                                                                   | 19                                                                                    | Juntos Podemos Más PODE, PSD, PMN                                                         | 1:31             |
| Apresentação de acordo com a ordem da propaganda eleitoral e representação partidária | Apresentação de acordo com a ordem da propaganda eleitoral e representação partidária | Apresentação de acordo com a ordem da propaganda eleitoral e representação partidária | Apresentação de acordo com a ordem da propaganda eleitoral e representação partidária | Apresentação de acordo com a ordem da propaganda eleitoral e representação partidária | Apresentação de acordo com a ordem da propaganda eleitoral e representação partidária | Apresentação de acordo com a ordem da propaganda eleitoral e representação partidária | Apresentação de acordo com a ordem da propaganda eleitoral e representação partidária     | Sobras:1:38      |

### Renuncia
Ivo Cassol ( PP ) - Candidato a gobernador. Ivo se retiró el 1 de septiembre, un día antes del final del juicio en el Supremo Tribunal Federal (STF) que podría invalidar su candidatura a gobernador de Rondônia.

### Rechazado
Comendador Val Queiroz ( Agir ) - Su candidatura para el gobierno de Rondônia fue rechazada por TRE-RO.

## Candidatos al Senado Federal
| Senador/a                                    | Senador/a                                    | Senador/a                                    | Suplentes                                    | Suplentes                                    | Suplentes                                    | N.º                                          | Coalición / Federación                                                                    | Tiempo en franja |
| Candidatos                                   | Partido                                      | Partido                                      | Candidatos                                   | Partido                                      | Partido                                      | N.º                                          | Coalición / Federación                                                                    | Tiempo en franja |
| -------------------------------------------- | -------------------------------------------- | -------------------------------------------- | -------------------------------------------- | -------------------------------------------- | -------------------------------------------- | -------------------------------------------- | ----------------------------------------------------------------------------------------- | ---------------- |
| Mariana Carvalho                             |                                              | Republicanos                                 | 1°: Aparicio Carvalho                        |                                              | Republicanos                                 | 100                                          | Compromiso, Trabajo y Fe UNIÃO, REP, Avante, MDB, PATRI, PSC, Federación (PSDB-Cidadania) | 5:23             |
| Mariana Carvalho                             | 2º: João Gonçalves                           | Republicanos                                 |                                              | PSDB                                         |                                              | 100                                          | Compromiso, Trabajo y Fe UNIÃO, REP, Avante, MDB, PATRI, PSC, Federación (PSDB-Cidadania) | 5:23             |
| Jacqueline Cassol                            |                                              | PP                                           | 1º: Chico Raposo da Novalar                  |                                              | PP                                           | 111                                          |                                                                                           | 1:13             |
| Jacqueline Cassol                            | 2º: João Durval                              | PP                                           |                                              |                                              | PP                                           | 111                                          |                                                                                           | 1:13             |
| Acir Gurgacz                                 |                                              | PDT                                          | 1°: Gilberto Piselo                          |                                              | PDT                                          | 123                                          | Frente Democrático SD, FE Brasil (PT, PV, PCdoB), PSB, PDT                                | 3:58             |
| Acir Gurgacz                                 | 2º: Profesor Pantera                         | PDT                                          |                                              |                                              | PDT                                          | 123                                          | Frente Democrático SD, FE Brasil (PT, PV, PCdoB), PSB, PDT                                | 3:58             |
| Junior Expedito                              |                                              | PSD                                          | 1°: Andrey Cavalcante                        |                                              | PSD                                          | 555                                          | Juntos Podemos Más PODE, PSD, PMN                                                         | 1:35             |
| Junior Expedito                              | 2°: Paulo Moraes                             | PSD                                          |                                              | PODE                                         |                                              | 555                                          | Juntos Podemos Más PODE, PSD, PMN                                                         | 1:35             |
| Rosangela Lázaro                             |                                              | AGIR                                         | 1º: Moita                                    |                                              | AGIR                                         | 364                                          | Acto por Rondônia AGIR, PROS                                                              | 0:26             |
| Rosangela Lázaro                             | 2º: Elizeu Martins                           | AGIR                                         |                                              |                                              | AGIR                                         | 364                                          | Acto por Rondônia AGIR, PROS                                                              | 0:26             |
| Jaime Bagattoli                              |                                              | PL                                           | 1º: Sebastião Valadares                      |                                              | PL                                           | 222                                          | Por el Bien de Rondônia. Por el Bien de Brasil PL, DC, PTB                                | 1:21             |
| Jaime Bagattoli                              | 2º: Dheep Rover                              | PL                                           |                                              |                                              | PL                                           | 222                                          | Por el Bien de Rondônia. Por el Bien de Brasil PL, DC, PTB                                | 1:21             |
| Pastor Josinelio                             |                                              | PMB                                          | 1°: Sebastião Valadares                      |                                              | PMB                                          | 355                                          |                                                                                           |                  |
| Pastor Josinelio                             | 2°: Dheep Rover                              | PMB                                          |                                              |                                              | PMB                                          | 355                                          |                                                                                           |                  |
| Presentación según representación partidaria | Presentación según representación partidaria | Presentación según representación partidaria | Presentación según representación partidaria | Presentación según representación partidaria | Presentación según representación partidaria | Presentación según representación partidaria | Presentación según representación partidaria                                              | Sobras: 0:04     |

     Electo     Candidatura anulada

## Debates

### Gobernador

#### Primera vuelta
| Fecha                    | Organizadores                       | Mediador           | Daniel (SD) | Cassol (PP) | Moraes (PODE) | Rocha (UNIÃO) | Rogelio (PL) | Pimienta (PSOL) | Val (AGIR) |
| ------------------------ | ----------------------------------- | ------------------ | ----------- | ----------- | ------------- | ------------- | ------------ | --------------- | ---------- |
| 11 de agosto de 2022     | TV Meridional                       | Adilson Honorato   | P           | A           | P             | A             | P            | P               | P          |
| 9 de septiembre de 2022  | RedeTV! Rondônia                    | Beni Domingues Jr. | P           | -           | P             | P             | P            | P               | P          |
| 17 de septiembre de 2022 | TV Allamanda e Massa FM Porto Velho | Darlisson Dutra    | P           | -           | P             | A             | P            | P               | P          |
| 23 de septiembre de 2022 | SIC TV e Rede Parecis de Rádio      | Meiry Santos       | P           | -           | P             | P             | P            | P               | -          |
| 25 de septiembre de 2022 | REMA TV                             | Cícero Moura       | P           | -           | P             | A             | P            | P               | -          |
| 27 de septiembre de 2022 | Rede Amazônica Porto Velho          | Júlio Mosquéra     | P           | -           | P             | P             | P            | P               | -          |

#### Segunda vuelta
| Fecha                 | Organizadores                            | Mediador       | Rocha (UNIÃO) | Rogelio (PL) |
| --------------------- | ---------------------------------------- | -------------- | ------------- | ------------ |
| 21 de octubre de 2022 | Red SIC TV y Parecis Radio               | Meiry Santos   | P             | P            |
| 27 de octubre de 2022 | Amazon Network Porto Velho y G1 Rondônia | Júlio Mosquéra | P             | P            |

## Encuestas

### Gobernador

#### Primera vuelta
| Período  | Instituto                       | Muestreo | Roca (UNIÃO) | Cassol (PP)          | Rogelio (PL) | Moraes (PODE) | Daniel (SD) | valor (AGIR) | Pimienta (PSOL) | B/N | NS/NR | Ventaja |      |      |      |      |       |      |
| -------- | ------------------------------- | -------- | ------------ | -------------------- | ------------ | ------------- | ----------- | ------------ | --------------- | --- | ----- | ------- | ---- | ---- | ---- | ---- | ----- | ---- |
| Período  | Instituto                       | Muestreo | 17/08-22     | Veritá RO-02714/2022 | 1 221        | 26,6%         | 23,7%       | 19,8%        | 5,4%            | B/N | NS/NR | Ventaja | 3,7% | 1,8% | 1,6% | 7,3% | 10,1% | 2,7% |
| 21-23/08 | IPEC RO-08675/2022              | 800      | 30%          | 29%                  | 13%          | 6%            | dos%        | 1%           | dos%            | 8%  | 9%    | 1%      |      |      |      |      |       |      |
| 13/09-14 | RealTime Big Data RO-02461/2022 | 1000     | 38%          |                      | 22%          | 10%           | 3%          | 1%           | 2%              | 10% | 14%   | 16%     |      |      |      |      |       |      |
| 14/09-16 | IPEC RO-00204/2022              | 800      | 38%          | —                    | 27%          | 10%           | 6%          | 1%           | 2%              | 6%  | 10%   | 11%     |      |      |      |      |       |      |
| 27-29/09 | IPEC RO-05340/2022              | 800      | 40%          | —                    | 25%          | 18%           | 6%          | -            | 3%              | 4%  | 4%    | 15%     |      |      |      |      |       |      |

#### Segunda vuelta
| Período  | Instituto                       | Muestreo | Rocha (UNIÃO) | Rogelio (PL)                    | B/N  | NS/NR | Ventaja |      |     |     |    |    |    |
| -------- | ------------------------------- | -------- | ------------- | ------------------------------- | ---- | ----- | ------- | ---- | --- | --- | -- | -- | -- |
| Período  | Instituto                       | Muestreo | 07-08/10      | RealTime Big Data RO-09501/2022 | B/N  | NS/NR | Ventaja | 1000 | 43% | 44% | 5% | 8% | 1% |
| 14-15/10 | RealTime Big Data RO-02461/2022 | 1000     | 45%           | 45%                             | 4%   | 6%    | Empate  |      |     |     |    |    |    |
| 10/17-19 | IPEC RO-08968/2022              | 800      | 45%           | 45%                             | 5%   | 5%    | Empate  |      |     |     |    |    |    |
| 21-22/10 | RealTime Big Data RO-09386/2022 | 1000     | 47%           | 46%                             | 4%   | 3%    | 1%      |      |     |     |    |    |    |
| 22-25/10 | Brasmarket RO-09285/2022        | 800      | 40,6%         | 44,6%                           | 9,4% | 5,4%  | 4%      |      |     |     |    |    |    |
| 25-27/10 | Verita RO-07874/2022            | 2010     | 47,6%         | 47,6%                           | 2,3% | 2,4%  | Empate  |      |     |     |    |    |    |
| 27-29/10 | IPEC RO-09898/2022              | 800      | 43%           | 47%                             | 5%   | 5%    | 4%      |      |     |     |    |    |    |

### Senador Federal
| Período  | Instituto                        | Muestra | Bagatolli (PL) | Expedito (PSD)       | Mariana (REP) | Jaqueline (PP) | Gurgacz (PDT) | Cláudia (MDB) | Josinélio (PMB) | Rosangela (Agir) | B/N | NS/NR | Ventaja |      |      |      |      |       |    |
| -------- | -------------------------------- | ------- | -------------- | -------------------- | ------------- | -------------- | ------------- | ------------- | --------------- | ---------------- | --- | ----- | ------- | ---- | ---- | ---- | ---- | ----- | -- |
| Período  | Instituto                        | Muestra | 17-22/08       | Veritá RO-02714/2022 | 1 221         | 13,3%          | 12,3%         | 10%           | 9,9%            | 6,1%             | B/N | NS/NR | Ventaja | 3,1% | 2,4% | 1,7% | 5,9% | 35,3% | 1% |
| 21-23/08 | IPEC RO-08675/2022               | 800     | 6%             | 18%                  | 20%           | 16%            | 7%            | 3%            | 3%              | 2%               | 12% | 13%   | 2%      |      |      |      |      |       |    |
| 13-14/09 | Real Time Big Data RO-02461/2022 | 1.000   | 7%             | 20%                  | 21%           | 21%            | 8%            | —             | 1%              | 1%               | 9%  | 11%   | Empate  |      |      |      |      |       |    |
| 14-16/09 | IPEC RO‐00204/2022               | 800     | 7%             | 19%                  | 26%           | 14%            | 7%            | —             | 3%              | 2%               | 9%  | 14%   | 7%      |      |      |      |      |       |    |
| 27-29/09 | IPEC RO-05340/2022               | 800     | 7%             | 15%                  | 36%           | 12%            | 9%            | —             | 4%              | 3%               | 6%  | 6%    | 21%     |      |      |      |      |       |    |

## Resultados

### Gobernador
| Candidatos                | Candidatos                | Candidatos                | Primera vuelta | Primera vuelta | Segunda vuelta | Segunda vuelta |
| Gobernador                | Gobernador                | Vicegobernador/a          | Votos          | %              | Votos          | %              |
| ------------------------- | ------------------------- | ------------------------- | -------------- | -------------- | -------------- | -------------- |
|                           | Marcos Rocha (UNIÃO)      | Sérgio Gonçalves (UNIÃO)  | 330,656        | 38,88          | 458,370        | 52,47          |
|                           | Marcos Rogério (PL)       | Flavia Lenzi (PL)         | 315,035        | 37,05          | 415,278        | 47,53          |
|                           | Leo Moraes (PODE)         | Coronel Rildo (PSD)       | 119,583        | 14,06          |                |                |
|                           | Daniel Pereira (SD)       | Anselmo de Jesús (PT)     | 81,421         | 9,57           |                |                |
|                           | Pimiento Rondonia (PSOL)  | Michele Tolentino (PSOL)  | 3,660          | 0,43           |                |                |
|                           |                           |                           |                |                |                |                |
| Votos válidos             | Votos válidos             | Votos válidos             | 850,355        | 91,85          | 873,648        | 94,39          |
| Votos en blanco           | Votos en blanco           | Votos en blanco           | 30,765         | 3,33           | 20,103         | 2,17           |
| Votos nulos               | Votos nulos               | Votos nulos               | 44,643         | 4,82           | 31,812         | 3,44           |
| Total                     | Total                     | Total                     | 925,763        | 100,00         | 925,563        | 100,00         |
| Registrados/Participación | Registrados/Participación | Registrados/Participación | 1,230,987      | 75,20          | 1,230,987      | 75,19          |

### Senador Federal
El candidato Acir Gurgacz (PDT) no tuvo sus votos calculados por problemas en su candidatura con el TSE.
| Candidato                 | Candidato                 | Votos     | %      |
| ------------------------- | ------------------------- | --------- | ------ |
|                           | Jaime Bagattoli (PL)      | 293,488   | 35,80  |
|                           | Mariana Carvalho (REP)    | 263,559   | 32,15  |
|                           | Jacqueline Cassol (PP)    | 104,020   | 12,69  |
|                           | Expedito Junior (PSD)     | 83,946    | 10,24  |
|                           | Acir Gurgacz (PDT)        | 63,300    | 7,72   |
|                           | Pastor Josinelio (PMB)    | 7,617     | 0,93   |
|                           | Rosangela Lázaro (AGIR)   | 3,788     | 0,46   |
|                           |                           |           |        |
| Votos válidos             | Votos válidos             | 756,418   | 80,83  |
| Votos en blanco           | Votos en blanco           | 49,421    | 5,33   |
| Votos nulos               | Votos nulos               | 56,624    | 6,12   |
| Total                     | Total                     | 925,763   | 100,00 |
| Registrados/Participación | Registrados/Participación | 1,229,998 | 75,36  |

### Diputados federales electos
Los candidatos electos se enumeran con información adicional de la Cámara de Diputados .
| Diputados federales electos | Partido | Votos  | Ciudad de origen | Estado         |
| --------------------------- | ------- | ------ | ---------------- | -------------- |
| Fernando Máximo             | UNIÃO   | 85,604 | Ceres            | Goiás          |
| Silvia Cristina             | PL      | 65,012 | Linhares         | Espírito Santo |
| Lucio Mosquini              | MDB     | 48,735 | Rondonópolis     | Mato Grosso    |
| Maurício Carvalho           | UNIÃO   | 32,637 | Porto Velho      | Rondonia       |
| Coronel Chrisóstomo         | PL      | 24,406 | Tefé             | Amazonas       |
| Thiago Flores               | MDB     | 23,791 | Ribeirão Preto   | São Paulo      |
| Cristiane Lopes             | UNIÃO   | 22,806 | Porto Velho      | Rondonia       |
| José Eurípedes Clemente     | UNIÃO   | 12,607 | Guaira           | São Paulo      |

#### Por Partido/Federación
| N.º                       | Partido                                    | Votos     | %      | Escaños | ±           |
| ------------------------- | ------------------------------------------ | --------- | ------ | ------- | ----------- |
| 44                        | Unión Brasil (UNIÃO)                       | 195.169   | 22,45  | 4       | 3           |
| 22                        | Partido Liberal (PL)                       | 142.693   | 16,42  | 2       | 2           |
| 15                        | Movimento Democrático Brasileiro (MDB)     | 93.748    | 10,79  | 2       | 1           |
| 19                        | Podemos (PODE)                             | 77.507    | 8,92   | 0       | 1           |
| 55                        | Partido Social Democrático (PSD)           | 72.130    | 8,30   | 0       | 1           |
| 10                        | Republicanos (REP)                         | 68.284    | 7,86   | 0       | Sin cambios |
| 20                        | Partido Social Cristiano (PSC)             | 57.845    | 6,65   | 0       | Sin cambios |
| 13                        | Partido de los Trabajadores (PT)           | 43.586    | 5,01   | 0       | Sin cambios |
| 40                        | Partido Socialista Brasileiro (PSB)        | 35.727    | 4,11   | 0       | 1           |
| 70                        | Avante (AVANTE)                            | 22.336    | 2,57   | 0       | Sin cambios |
| 11                        | Progresistas (PP)                          | 19.239    | 2,21   | 0       | Sin cambios |
| 14                        | Partido Laborista Brasileiro (PTB)         | 14.213    | 1,64   | 0       | Sin cambios |
| 12                        | Partido Democrático Laborista (PDT)        | 9.803     | 1,13   | 0       | 1           |
| 51                        | Patriota (PATRI)                           | 6.415     | 0,74   | 0       | Sin cambios |
| 77                        | Solidaridad (SD)                           | 2.313     | 0,27   | 0       | Sin cambios |
| 45                        | Partido Republicano de Orden Social (PROS) | 2.258     | 0,26   | 0       | Sin cambios |
| 65                        | Partido Comunista de Brasil (PCdoB)        | 2.184     | 0,25   | 0       | Sin cambios |
| 36                        | Actuar (AGIR-36)                           | 1.520     | 0,17   | 0       | Sin cambios |
| 43                        | Partido Verde (PV)                         | 879       | 0,10   | 0       | Sin cambios |
| 50                        | Partido Socialismo y Libertad (PSOL)       | 815       | 0,09   | 0       | Sin cambios |
| 30                        | Partido de la Mujer Brasileña (PMB)        | 349       | 0,04   | 0       | Sin cambios |
| 18                        | Red de Sostenibilidad (REDE)               | 135       | 0,02   | 0       | Sin cambios |
|                           |                                            |           |        |         |             |
| Votos válidos             | Votos válidos                              | 869.148   | 89,72  |         |             |
| Votos en blanco           | Votos en blanco                            | 34.338    | 3,71   |         |             |
| Votos nulos               | Votos nulos                                | 22.277    | 2,75   |         |             |
| Total                     | Total                                      | 925.763   | 100,00 | 8       | Sin cambios |
| Registrados/Participación | Registrados/Participación                  | 1.228.788 | 75,34  |         |             |

### Diputados estatales electos
| Diputados estatales electos | Partido      | Votos  | Ciudad de origen       | Estado             |
| --------------------------- | ------------ | ------ | ---------------------- | ------------------ |
| Laerte Gomes                | PSD          | 25.603 | Jacinto Machado        | Santa Catarina     |
| Ieda Chaves                 | UNIÃO        | 24.667 | Paraíso do Norte       | Paraná             |
| Ismael Crispin              | PSB          | 23.417 | Cascavel               | Paraná             |
| Cirone Deiró                | UNIÃO        | 22.207 | Chapada dos Guimarães  | Mato Grosso        |
| Isequiel Neiva              | UNIÃO        | 20.895 | Campina da Lagoa       | Paraná             |
| Alex Mendonça Alves         | Republicanos | 19.549 | Medianeira             | Paraná             |
| Marcelo Cruz                | PATRI        | 18.798 | Porto Velho            | Rondonia           |
| Luis Eduardo Schincaglia    | MDB          | 18.248 | Catanduva              | São Paulo          |
| Cássio Gois                 | PSD          | 17.753 | Cacoal                 | Rondonia           |
| Jean Oliveira               | MDB          | 17.125 | Alta Floresta d'Oeste  | Rondonia           |
| Lucas Torres                | PP           | 14.298 | Fortaleza              | Ceará              |
| Luiz Alberto Goebel         | PSC          | 14.162 | Cascavel               | Paraná             |
| Affonso Candido             | PL           | 13.665 | Porto Velho            | Rondonia           |
| Jean Mendonça               | PL           | 13.488 | Nova Londrina          | Paraná             |
| Gislaine Clemente           | UNIÃO        | 12.623 | Nova Odessa            | São Paulo          |
| Rosangela Donadon           | UNIÃO        | 12.097 | Barra de São Francisco | Espírito Santo     |
| Rodrigo Camargo             | Republicanos | 11.804 | Bagé                   | Río Grande del Sur |
| Pedro Fernandes             | PTB          | 10.950 | Janaúba                | Minas Gerais       |
| Alan Queiroz                | PODE         | 10.553 | Porto Velho            | Rondonia           |
| José Ribeiro Pinto Filho    | PATRI        | 9.751  | Porto Velho            | Rondonia           |
| Claudia Regina Abreu        | PT           | 8.845  | Loanda                 | Paraná             |
| Edevaldo Neves              | PATRI        | 8.565  | Porto Velho            | Rondonia           |
| Taíssa Sousa                | PSC          | 7.649  | Nova Mamoré            | Rondonia           |
| Alexandro Barroso           | PSD          | 7.609  | Ji-Paraná              | Rondonia           |

#### Por Partido/Federación
| N.º                       | Partido                                          | Votos     | %      | Escaños | ±           |
| ------------------------- | ------------------------------------------------ | --------- | ------ | ------- | ----------- |
| 44                        | Unión Brasil (UNIÃO)                             | 131.338   | 15,22  | 5       | 3           |
| 55                        | Partido Social Democrático (PSD)                 | 81.246    | 9,41   | 3       | 2           |
| 51                        | Patriota (PATRI)                                 | 79.687    | 9,23   | 3       | 3           |
| 22                        | Partido Liberal (PL)                             | 75.923    | 8,79   | 2       | 2           |
| 10                        | Republicanos (REP)                               | 73.369    | 8,50   | 2       | 1           |
| 15                        | Movimento Democrático Brasileiro (MDB)           | 61.563    | 7,13   | 2       | 1           |
| 20                        | Partido Social Cristiano (PSC)                   | 52.702    | 6,10   | 2       | 1           |
| 40                        | Partido Socialista Brasileiro (PSB)              | 48.539    | 5,62   | 1       | 1           |
| 14                        | Partido Laborista Brasileiro (PTB)               | 46.846    | 5,43   | 1       | 1           |
| 19                        | Podemos (PODE)                                   | 42.534    | 4,93   | 1       | 2           |
| 11                        | Progresistas (PP)                                | 40.830    | 4,73   | 1       | Sin cambios |
| 13                        | Partido de los Trabajadores (PT)                 | 36.754    | 4,27   | 1       | Sin cambios |
| 45                        | Partido de la Social Democracia Brasileña (PSDB) | 24.967    | 2,89   | 0       | 1           |
| 33                        | Partido de la Movilización Nacional (PMN)        | 19.867    | 2,30   | 0       | 1           |
| 70                        | Avante (AVANTE)                                  | 17.625    | 2,04   | 0       | Sin cambios |
| 12                        | Partido Democrático Laborista (PDT)              | 10.199    | 1,17   | 0       | 1           |
| 35                        | Partido de la Mujer Brasileña (PMB)              | 7.814     | 0,90   | 0       | Sin cambios |
| 77                        | Solidaridad (SD)                                 | 5.828     | 0,67   | 0       | Sin cambios |
| 36                        | Actuar (AGIR-36)                                 | 2.073     | 0,24   | 0       | 1           |
| 18                        | Red de Sostenibilidad (REDE)                     | 1.292     | 0,15   | 0       | Sin cambios |
| 43                        | Partido Verde (PV)                               | 1.148     | 0,13   | 0       | 1           |
| 50                        | Partido Socialismo y Libertad (PSOL)             | 695       | 0,08   | 0       | Sin cambios |
| 65                        | Partido Comunista de Brasil (PCdoB)              | 478       | 0,05   | 0       | Sin cambios |
| 23                        | Ciudadanía (Cidadania)                           | 184       | 0,02   | 0       | Sin cambios |
|                           |                                                  |           |        |         |             |
| Votos válidos             | Votos válidos                                    | 863.501   | 93,27  |         |             |
| Votos en blanco           | Votos en blanco                                  | 33.866    | 3,66   |         |             |
| Votos nulos               | Votos nulos                                      | 28.396    | 3,07   |         |             |
| Total                     | Total                                            | 925.763   | 100,00 | 24      | Sin cambios |
| Registrados/Participación | Registrados/Participación                        | 1.228.788 | 75,34  |         |             |